# 三明院 (越谷市)
三明院（さんみょういん）は、埼玉県越谷市にある本山修験宗の寺院。

## 歴史
1860年（安政7年）、秀貞によって開山された。秀貞は修験道本山派より「金襴地結袈裟免許状」「黄色衣着用免許状」が与えられた僧侶である。
しかし明治初期の神仏分離により、天台宗に属することになり当院も窮地に陥った。第2世住職の秀定の努力によって、何とかこの危機を乗り切った。堂宇もこのときに建てられたものである。戦後は天台宗から分離し、本山修験宗に属することになった。

## 交通アクセス
- 南浦和駅より徒歩22分。